# Constança Scofield
Constança Scofield Souza Almeida Magno Baptista (Salvador, 28 de março de 1972) é uma instrumentista, compositora, diretora artística, empresária e produtora musical brasileira.
Ficou famosa por ter sido compositora, flautista e tecladista da banda baiana Penélope, e por ter sido a co-fundadora da banda acústica Lucy.
Foi casada com o produtor musical Tom Capone, de quem herdou o estúdio Toca do Bandido, e com quem teve um filho, Bento Magno Baptista Gonçalves.
Administra o Estúdio Toca do Bandido, criou o selo Toca Discos e faz a direção artística dos discos lançados pelo selo.
Como produtora, trabalhou no cd homônimo de Érika Martins, álbum em que também atuou como tecladista, no Cd "Dr. Fujita Contra a Abominável Mulher Tornado", da banda Carbona e foi curadora do festival "Claro que é Rock 2005".
Atualmente é casada com o produtor musical Felipe Rodarte, com quem teve um filho, Vicente Magno Baptista Rodarte.

## Discografia

### Com a bandaPenélope
- 1999 - Mi Casa, Su Casa
- 2001 - Buganvilia
- 2003 - Rock, Meu Amor

### ComÉrika Martins
- 2009 - Érika Martins
- 2013 - Modinhas

### Selo Toca Discos
- Carbona - (2006)
- Trêmula
- Érika Martins - Érika Martins (2009) (Warner)
- AVA - Diurno (2011) (Warner)
- Érika Martins - Modinhas (2013) (Coqueiro Verde)
- “Confie Em Mim”, Canastra, 2013, Selo Sapólio
- “Aonde o Tempo é Solto”, Chal 2016 Selo Toca Discos
- “Folks” Folks, 2015, Selo Toca Discos
- “Homem Bom”, Facção Caipira 2015, Selo Toca Discos
- “Enlace”, Chal 2016 Selo Toca Discos
- “Brutown”, The Baggios 2016 Selo Toca Discos
- “Desconectar”, Drenna 2016 Selo Toca Discos
- “Pessoal da NASA”, Pessoal da NASA 2016 Selo Toca Discos
- “Mar de Espelhos” , Stereophant 2017 Selo Toca Discos
- EP “Luciana”  , The Baggios 2018 Selo Toca Discos
- Single “Medo”, Banda 13.7 2018 Selo Toca Discos
- Single “Please Don’t Go”. Luiz Lopez 2018 Selo Toca Discos
- Single “Alvorada” , Codinome Winchester 2018 Selo Toca Discos
- Album “Vulcão” . The Baggios 2018 Selo Toca Discos

### Como convidada
- 2007 - Cd Teletransporte, banda Autoramas - teclados na música Identificação[13]